# Gu Zhutong
Gu Zhutong (顧祝同S, Gù ZhùtongP; Contea di Lianshui, 9 gennaio 1893 – Taipei, 17 gennaio 1987) è stato un generale e politico cinese che servì per la Repubblica di Cina sul continente cinese e dopo la fine della guerra civile con la sconfitta dei nazionalisti, a Taiwan.

## Biografia

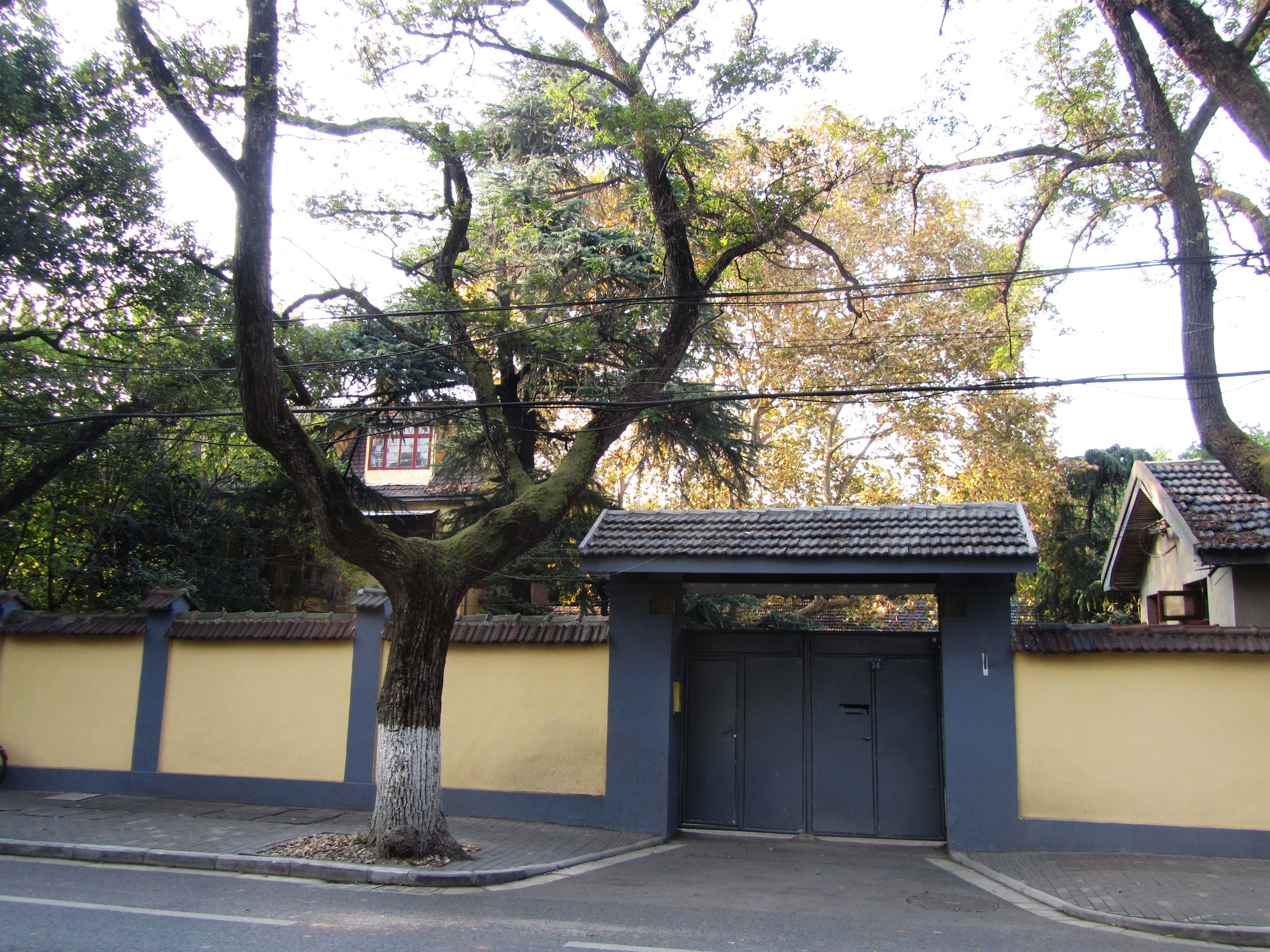
L'antica residenza di Gu Zhutong a Nanchino

Gu Zhutong nacque nella Contea di Lianshui nel Jiangsu il 9 gennaio 1893 ed entrò nell'accademia militare all'età di 19 anni. Quando esplose la Rivoluzione Xinhai Gu si unì ai rivoluzionari. Nel 1912 entrò nel Partito nazionalista cinese e si iscrisse come candidato alla Scuola di ufficiali di riserva di Wuhan e quindi entrò all'Accademia militare di Baoding. Nel 1922 andò a Canton e divenne là ufficiale dello Stato della Seconda Armata Cantonese. Quando l'Accademia militare di Whampoa fu fondata nel 1924 divenne uno degli istruttori dell'Accademia. Quando il neonato Governo nazionalista lanciò una campagna contro un signore della guerra locale Gu divenne comandante di battaglione. Durante la Spedizione del Nord Gu fu promosso comandante di divisione e poi comandante di corpo. Nella Guerra delle Pianure centrali fu il comandante della 16ª Armata di terra e nel 1931 egli divenne il comandante della guarnigione di Nanchino, la capitale del governo nazionalista. Nel 1933 partecipò alle Campagne di accerchiamento anti-comuniste. Nel 1935 fu promosso generale e messo a capo di tre province sud-occidentali e nel frattempo era anche il comandante della provincia del Jiangsu. Dopo l'inizio della Seconda guerra sino-giapponese Gu fu nominato Comandante in Capo della terza zona di guerra e durante l'Incidente della Nuova Quarta Armata nel 1941 le unità nazionaliste sotto il suo comando distrussero alcuni contingenti di truppe comuniste e per questa azione Chiang Kai-shek lo decorò con l'Ordine del Cielo Blu e del Sole Bianco, la più alta onorificenza per un comandante cinese.

### Guerra civile cinese
Nel 1946 Gu fu nominato Comandante in Capo dell'esercito nazionalista e direttore della pacificazione di Zhengzhou e fu posto al comando degli attacchi contro le aree controllate dai comunisti nella provincia dello Shandong. Nel 1947 Gu perse l'importante Campagna Menglianggu in cui 74 divisioni indipendenti d'elite potenziate furono spazzate via dalle forze comuniste. Chiang Kai-shek lo sollevò per questo dal comando e lo nominò Capo di Stato maggiore.

### A Taiwan
Nel marzo 1950 arrivò a Taiwan e qui fu nominato Ministro della Difesa e nel 1954 fu promosso a generale a quattro stelle. Nel 1956 Gu fu nominato segretario generale del Consiglio di Difesa nazionale; nel 1967 fu nominato Vicecapo del comitato consultivo strategico. Nel 1972 Gu divenne un consulente di Chiang Kai-shek e morì a Taipei il 17 gennaio 1987.